# 卡亞俄區

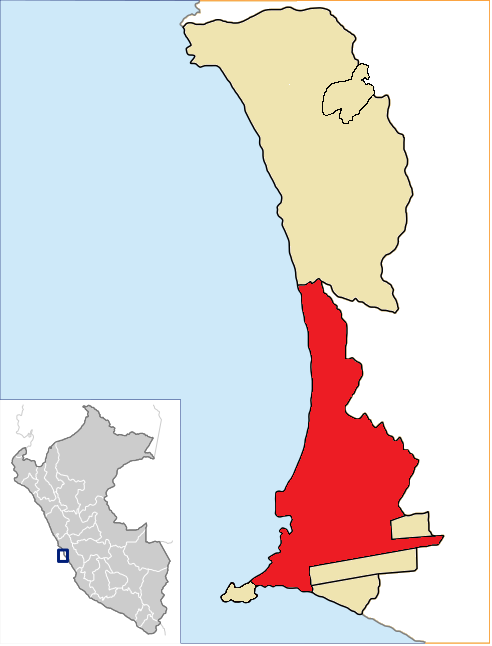

卡亞俄區（西班牙語：Distrito del Callao），是秘魯的一個區，位於該國中西部卡亞俄省，始建於1836年8月20日，面積45.65平方公里，海拔高度7米，2005年人口389,579，人口密度每平方公里8,500人。